# Cockermouth Castle

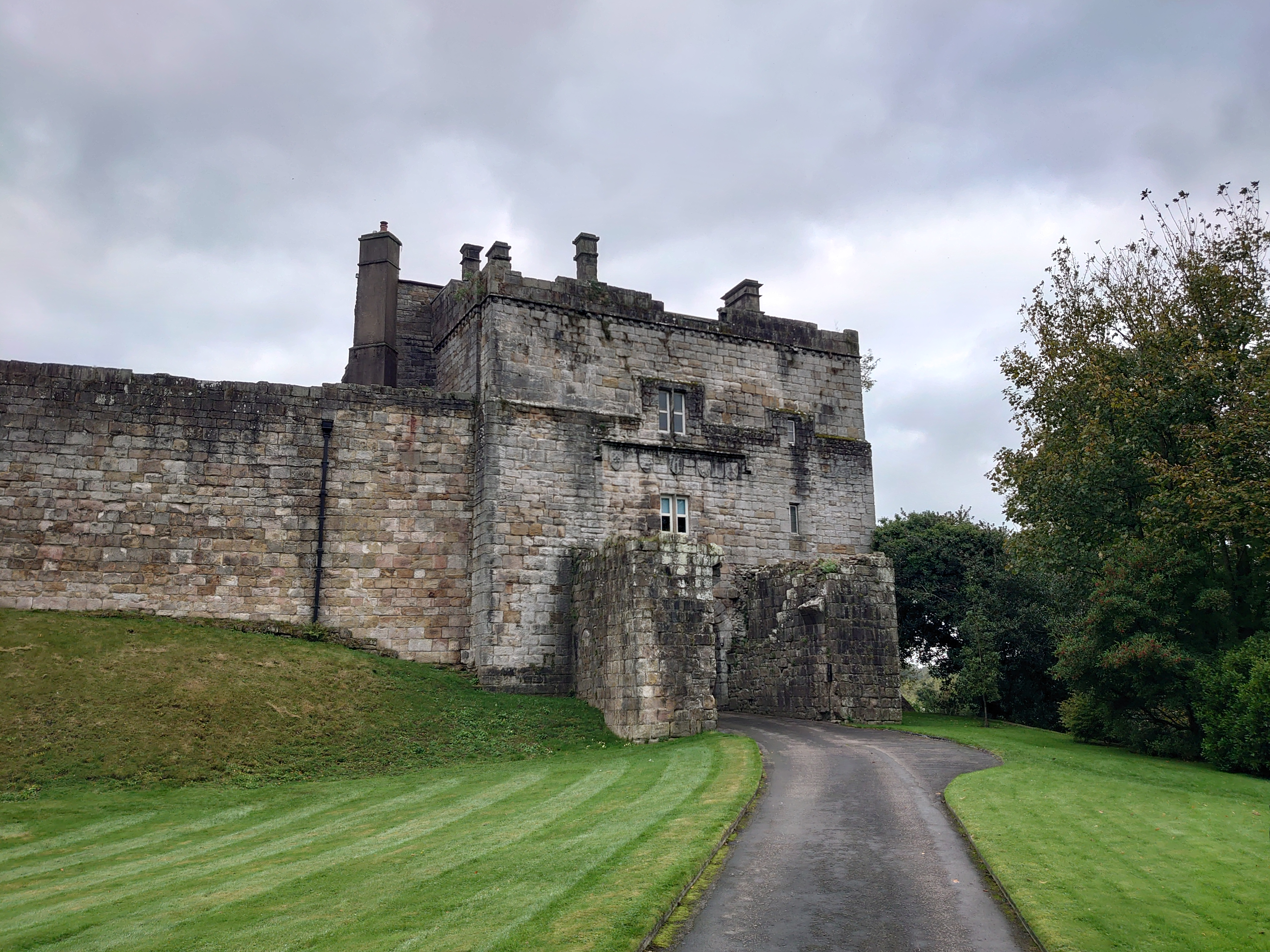
Cockermouth Castle 2024

Cockermouth Castle ist eine Burg in der Stadt Cockermouth in der englischen Grafschaft Cumbria, die teilweise in Ruinen liegt. Die Burg an der Mündung des Cocker in den Derwent ist von English Heritage als historisches Gebäude I. Grades gelistet und gilt als Scheduled Monument.

## Geschichte
Die erste Burg, eine Motte, wurde 1134 von den Normannen in Cockermouth errichtet. Einige der hierfür benötigten Bausteine stammten aus der ehemaligen, römischen Siedlung Derventio (heute das Dorf Papcastle). Im 13. und 14. Jahrhundert wurden an der Burg wesentliche Zubauten angebracht. In den Rosenkriegen spielte die Burg eine wesentliche Rolle, ebenso wie im englischen Bürgerkrieg. Bei letzterem Konflikt wurde sie stark beschädigt.
Verschiedene Herren waren Eigentümer der Burg; die bekanntesten waren die Percys, Earls of Northumberland vom 15. bis zum 17. Jahrhundert. Im 18. Jahrhundert fiel sie an die Familie Wyndham, die sie bis heute besitzt. In der Burg wohnte bis zu ihrem Tod 2013 die Witwe Lady Egremont.

## Erhaltung und öffentlicher Zugang
Die Burg ist teilweise bewohnt und größtenteils in gutem Zustand. Allerdings verfallen einige Gebäudeteile, sodass das Ensemble in das Heritage-at-Risk-Register aufgenommen wurde.
Die Burg wurde im Rahmen der Heritage Open Days für die Öffentlichkeit zugänglich gemacht.